# 科爾希夫 (茲多爾布尼夫區)
50°27′20″N 26°13′15″E / 50.45556°N 26.22083°E
科爾希夫（烏克蘭語：Коршів），是烏克蘭西北部的村莊，隸屬里夫內州的里夫內區。該村面積4.16平方公里，海拔高度214米，2001年人口218，人口密度每平方公里52.4人。